# Den Nordiske Syvårskrig
Den Nordiske Syvårskrig blev udkæmpet mellem 1563 og 1570. Begge parter gik i krig med stor entusiasme: På den ene side Danmark-Norge (med deres allierede Polen og Lübeck); på den anden side Sverige.

## Baggrund
Begge parter havde et ønske om at blive dominerende i Norden. Sverige ønskede at åbne søvejen gennem Østersøen, Øresund, og Danmark havde et ønske om at genskabe Kalmarunionen.
Krigens årsager var dels rivninger i Livland, dels personligt fjendskab mellem de to unge konger: Erik 14.s vægring ved at tillade Frederik 2. at føre tre kroner i sit våben og at optage det danske og norske våben i sit segl. Krigen førtes gennemgående med held for de dansk-norske våben. Lübeck og Polen var Danmark-Norges allierede. Krigen blev ført med især tyske og skotske lejesoldater – på dansk side næsten 25.000 landsknægte.

## Krigen bryder ud
Den begyndte uden krigserklæring med et sammenstød under Bornholm den 30. maj 1563 mellem en dansk-norsk eskadre under Jacob Brockenhuus og en langt overlegen svensk flåde. En dansk flådeafdeling ud for Bornholm skød varselsskud for at få en svensk flådeenhed til at stryge topsejlet som tegn på accept af dansk overherredømme i Østersøen. Skuddet ramte det svenske admiralskib, og det kom til en kamp mellem de ni danske og 19 svenske skibe. Svenskerne erobrede fire danske skibe med næsten 500 mand. Brockenhuus blev fanget og ført ind i Stockholm i et forsmædeligt optog. I juni indgik Danmark en alliance med hansestaden Lübeck og i oktober forbund med Polen. Den 31. juli blev de danske og lybske fejdebreve (krigserklæringer) afleveret i Stockholm.

## Elfsborg erobres
Den 4. september 1563 kapitulerede den svenske fæstning Elfsborg (Älvsborg) til en hær under Frederik 2.s befaling. Älvsborgs betydning lå i, at den var Sveriges eneste adgang til havet i vest (Kattegat) og lå mellem det norske Bohuslen i nord og det danske Halland i syd og beherskende landforbindelsen mellem de danske og norske landsdele. Mere udrettedes ikke det år, vistnok på grund af mangel på penge og proviant og vanskelighederne ved en længere fremrykning i Sverige så sent på året.

## Svenske hærgningstogter
Eriks tropper begyndte i efteråret 1563 systematisk at ødelægge Blekinge for at skabe en forsvarszone til Danmark. Det førte den 3. september 1564 til en massakre på Rønnebys indbyggere. Alle byens indbyggere, 2.000 børn, kvinder og mænd, blev hugget ned. Erik 14. skrev til det svenske rigsråd: Rødt som blod farvedes vandet i rendestenene. Forsvarerne havde nu tabt modet i den grad, at vi stak dem ihjel som en flok svin. Ingen skånedes undtagen nogle kvinder og børn, som finnerne slog ihjel. Erik 14.'s mål var en total udryddelse af Blekinges befolkning, som skulle fjernes fra jordens overflade for at gøre plads for en rent svensk kolonisation. Overlevende blekinger skulle føres i samlet trop til Kalmar og videre til Stockholm. For det er bedre at have et øde land end et fjendeland, skrev den svenske konge.

## Gøngernes snaphanekorps
I 1563 fik skåningen Mikkel Pedersen Gønge og hans hageskytter, der havde dannet et frivilligt korps for at forsvare deres hjemstavn, ordre til at vogte Grænserne i Gønge, Willands og Nørre-Åsbo hærreder og i Grænseegnene gøre Fjenden den Afbræck, han mægtede. Hér brugte svenskerne for første gang på ordet snaphane; et skældsord mod Mikkel Pedersen og hans hageskyttekompagni. Siden blev det brugt for al modstand, de mødte i form af bevæbnede bondeskarer.

## Slaget ved Mared
Den svenske konge Erik 14. sendte en hær ind i Halland og belejrede Halmstad, som blev forsvaret af Povl Hvitfeld. Da Frederik 2. rykkede til hjælp, drog svenskerne bort, og Erik ilede forud hjem. Frederik 2. indhentede den svenske hær under Charles de Mornay ved Marekjær (Mared), 15 km nordøst for Halmstad, slog den fuldstændigt den 9. november 1563 og fratog den 45 kanoner.
I Østersøen havde den dansk-norsk-lybske flåde under Peder Skram overtaget. Den dansk-norsk-lybske flåde under Herluf Trolle sejrede den 30. maj mellem Øland og Gulland over den svenske og fangede overadmiralen Jakob Bagge. Siden kæmpede Herluf Trolle igen heldigt mod Clas Kristersson Horn og hævdede herredømmet på søen sommeren igennem.

## Kampe i Norge
I Norge blev derimod Herjedalen og Jämtland erobrede af svenskerne.
Svenskerne under franskmanden Claude Collart indtog og holdt Trondheims len i Norge. Angrebet blev slået tilbage af en norsk styrke under Erik Munk, og de svenske styrker overgav sig den 22. maj 1564.
1564 lå den danske hær længe uvirksom på grund af pengemangel og slet førelse; der foretoges kun blodige hærgningstog fra begge sider; navnlig myrdede og brændte Erik 14. på det grusomste i Blekinge og ødelagde Lykkeby, Rønneby og Sølvisborg samt Åhus i Skåne.
Svenskerne belejrede forgæves Bohus. Trondhjems Len blev tabt og atter genvundet. 1565 havde Daniel Rantzau sammen med Frands Brockenhuus fået kommandoen over hæren, men pengemangel lammede dens kraft. Svenskerne forsøgte forgæves at tage Elfsborg tilbage; derimod lykkedes det dem at erobre Varberg slot. Da svenskerne havde indtaget fæstningen og byen Varberg, lod de foranstalte et blodbad blandt forsvarerne. Hele besætningen med undtagelse af kommandanten Hans Holck og nogle andre adelsmænd blev likvideret. Da Daniel Rantzau og Frans Brockenhuus senere belejrede slottet, rykkede en langt overlegen svensk hær frem og truede dem i ryggen. Raskt afbrød de belejringen, vendte sig mod den ny fjende og vandt den 20. oktober på Axtorna hede ved Svarteraa en af de berømmeligste sejre, den nordiske krigshistorie kender. Med 8-9.000 danske og tyske soldater slog de henved 20.000 svenske og fratog dem alt deres artilleri, 48 Stykker.

## Flåden svækkes
Til søs fik Herluf Trolle sit ulivssår i et uafgørende søslag mellem Femern og Wismar den 4. juni. Hans efterfølger, Otte Rud, blev såret og fanget i et ligeledes uafgjort slag den 7. juli. Herredømmet på søen var således omstridt.

## 7 juli 1565: Søslaget mellem Rygen og Bornholm.
Den danske flåde under kommando af nyudnævnte admiral Otte Rud kom nordfra for nordvestlig vind, den svenske flåde under admiral Klas Kristersson Horn stod ud fra Tromper Wiek på Rygen med vinden for bagbord halse.
Otte Rud holdt af med sit flagskib "Jægermesteren",84 kanoner og 1000 mand, men fulgtes kun af 5-6 danske skibe i denne manøvre. Han gik selv straks i kamp med Klas Horns flagskib "St. Erik", 120 kanoner, uanset svenskerne havde et overtal på 13 skibe.
I begyndelsen af slaget blev det svenske skib "Gripen" skudt i sænk, svenske "Hector" blev oversejlet og sank, og svenskeren "Leyonet" blev skudt i brand. Det danske skib "Kristoff" under kommando af admiral Niels Trolle (broder til Herluf Trolle) havde også fået en hård medfart; helt galt gik det for "Kristoff", da det søgte læ under "Jægermesteren" som i tykningen af krudtrøg og brand troede det var en svensker og gav ham hele bredsiden på få meters afstand. "Kristoff" sank hurtigt med den dræbte Niels Trolle om bord. Næstkommanderende, som nu var chef på "Kristoff", fik folkene i bådene, roede ufortrødent over og entrede det nærmeste svenske skib "Sankt Jørgen", som de overtog efter en morderisk nærkamp.
Det brændende svenske skib "Leyonet" drev nu mod klyngen af kæmpende danske skibe og tvang dem derved til at forlade "Jægermesteren", som stadig var i hidsig kamp med "St. Erik" og flere andre mindre svenske skibe. Det danske skib "Svenske Jomfru", (erobret ved Elfsborg i 1563) nu med broderen Erik Ruds flag var nu også kommet i brand, og måtte holde af for at slukke ilden.
Fra da af vendte lykken sig fra Otte Rud. Han signalerede adskillige gange til de øvrige danske og lybske skibe om at komme til undsætning, men grundet personlig modvilje og måske fejhed undlod flere af skibscheferne at komme deres nye admiral til hjælp og svigtede derved både deres Ære og Pligt.
Otte Rud kæmpede heltemodigt videre trods overmagten og at han selv var blevet såret, men måtte stryge flaget ca. kl 2230 da der kun var ca. 100 kampdygtige mænd tilbage af de oprindelige 1000 mand. Han blev taget til fange, og om bord på "Jægermesteren" ført til Stockholm hvor han sammen med de andre overlevende under stor ydmygelse, lagt i lænker og med hvide stokke, blev ført i triumftog gennem gaderne til ære for kong Erik XIV .
Erik XIV tiltalte Otte Rud groft og hånligt, sandsynligvis fordi Rud trods alt havde tilføjet den svenske flåde store skader. Rud svarede frimodigt: " Jeg har slået for Konge og Fødeland til det Yderste, men Lykken er ustadig; i gaar lå hun for min Dør, i dag for min Fiendes". I raseri greb Kong Erik sin kårde for at støde den i Otte Rud, men det lykkedes dog Klas Horn at holde sin konge tilbage med ordene, at "Otte Rud snarere fortiente Ros end Dadel for det giæve Forhold"
Otte Rud kom aldrig tilbage til Danmark, han døde af pest under sit fangenskab i Stockholm. Slaget må mest betegnes som en svensk sejr, men med enorme tab på begge sider, i alt ca 6.000 mand.
Danske tab: Ca. 4.000 mand, 2 større skibe (Jægermesteren erobret og Kristoff sænket)
Svenske tab: Ca. 2.000 mand, et stort og fire mindre skibe (St. Jørgen erobret, Hector, Gripen, Leyonet og Kalmar Barken alle sænket)

## Kampe i 1567
1567 faldt svenskerne ind i Norge og belejrede forgæves Akershus: ved hjælp fra Danmark blev de atter drevet ud. I oktober tiltrådte Daniel Rantzau og Frans Brockenhuus det berømmelige tog langs Nisaa til Jonkoping og derfra gennem Holavedens snævringer ind på Östergötlands sletter, hvor de under en række glimrende kampe, sidst ved Norrbyhus den 15. januar 1568 holdt sig til ind i det nye år, og da der ingen hjælp kom, førte de hæren tilbage til Skåne med lige så meget mod og snille som under optoget. Svenskerne hærgede siden i Halland og Blekinge.
Erik 14. afsættes, freden i Stettin
Erik 14. blev 1568 afsat i Sverige, den 18. november blev der sluttet en fred i Roskilde, som dog ikke blev bekræftet af den nye svenske konge Johan 3. Felttoget 1569 bragte atter Varberg slot på danske hænder, men både Daniel Rantzau og Frans Brockenhuus faldt under belejringen. Krigen indskrænkedes derefter til planløse hærgningstog.
Der blev så holdt fredsmøde på den tyske kejsers initiativ den 15. juli 1570 i Stettin. Mødet resulterede i Freden i Stettin den 13. december samme år. Frederik 2. godkendte fredsaftalen den 25. januar 1571. Alle erobringer tilbagegaves, og alle krav på naboens lande blev frafaldet. Sverige betalte Danmark-Norge 150.000 daler som løsen for Elfsborg.